# 陸羽東線
陸羽東線（日语：／ Rikuutō sen */?）是一條連結宮城縣遠田郡美里町的小牛田站與山形縣新庄市的新庄站，屬於東日本旅客鐵道（JR東日本）的鐵路線（地方交通線）。設有「奧之細道水汽線」（奥の細道湯けむりライン）的愛稱。

## 概要
由於沿線多溫泉勝地，因此1999年時JR東日本透過公開徵選命名的方式，替該路線冠上「奧之細道水汽線」（奥の細道湯けむりライン）的暱稱。此線命名自古代令制國：陸奧國與出羽國。

## 路線資料
- 管轄（事業類別）：東日本旅客鐵道（第一種鐵道事業者）
- 路段、路線距離（營業距離）：小牛田站－新庄站 94.1公里
- 站數：27個（包括起終點站）
  - 若只限屬於陸羽東線的車站，排除起終點站（小牛田站屬於東北本線，新庄站屬於奧羽本線[1]）則為25個。
- 軌距：1,067毫米
- 複線路段：沒有（全線單線）
- 電氣化路段：沒有（全線非電氣化（日语：非電化））
- 閉塞方式：特殊自動閉塞式（軌道回路檢知式）
- 運轉指令所（日语：運転指令所）：小牛田CTC
- 最高速度：
  - 小牛田站－鳴子溫泉站間 95公里/小時（只限Kiha 110系（日语：JR東日本キハ100系気動車）與Kiya E193系（日语：JR東日本キヤE193系気動車）氣動車列車。除此以外是85公里/小時）
  - 鳴子溫泉站－新庄站間 85公里/小時
- 最大坡度：18.2 ‰（鳴子溫泉站－赤倉溫泉站間）
- 擔當乘務員區所：小牛田運輸區（日语：小牛田運輸区）、新庄運轉區（日语：新庄運転区）

陸羽東線在新庄至南新庄之間的路段，其軌道是與奧羽本線的軌道平行鋪設。雖然乍看之下很像是複式路線，但因奧羽本線屬於山形新幹線的一部分，為配合新幹線列車通過已改為1435毫米標準軌距，與窄軌的陸羽東線完全無法相容，因此只是兩條並排的獨立線路。
全線都位於大都市近郊區間的「仙台近郊區間」，小牛田站、古川站、鳴子溫泉站可以使用IC卡乘車券「Suica」（新庄站只限可以使用Mobile Suica，無法使用一般的Suica）。2016年3月26日起北浦站與陸前谷地站也開放使用Suica，小牛田站－古川站間各站可以上下車。同時，該路段的Suica定期券也開始發售。
全線由仙台支社管轄。國鐵時代與前述的奧羽本線並行路段，與該線同樣由秋田鐵道管理局管轄。

## 營運
陸羽東線是一條只行駛普通列車的地方路線，在營運系統上全線以鳴子溫泉作為中間的分界點，分成小牛田端與新庄端東西兩個分離的列車班次系統。雖然班次不多，但仍有少數的車班是全線貫通行駛，甚至有直達陸羽西線余目車站與石卷線女川車站的車班存在。

### 車輛
全線皆無電氣化的陸羽東線，主要行駛的是隸屬於小牛田運輸區的柴油動力車輛。
- Kiha110型（キハ110形）
- Kiha111、112型（キハ111・112形）
- Kiha40型（キハ40形）
- Kiha48型（キハ48形）546號、549號與550號車：是臨時觀光列車「實」（リゾートみのり）專用車輛。

### 優等列車
陸羽東線上並沒有常態性的優等列車行駛，而唯一會通過本線的非普通列車，僅有2008年時啟用的觀光列車「Resort實」（リゾートみのり；Resort MINORI）。主要作為觀光列車用途的實號每周只會在周五至周一之間的周末時段，往返於仙台至新庄間（途經小牛田），因此歸類為臨時列車，屬快速列車等級。

## 歷史
陸羽東線的濫觴，最早可以回溯到日本《鐵道敷設法》中定義到的一條「宮城縣下石卷起、經過小牛田、抵達山形縣下舟形町的鐵道」（宮城県下石ノ巻ヨリ小牛田ヲ経テ山形県下舟形町ニ至ル鉄道），是一條自仙台地區開始、越過奧羽山脈之後抵達日本海側的橫貫鐵路。
陸羽東線是自本州島兩側平原地區開始，朝中央的山區開始鋪設。1913年時，小牛田 - 岩出山之間的陸羽線通車，兩年後（1915年）路線延伸至鳴子（今日的鳴子溫泉）。至於新庄側的開發則是自1915年時新庄 - 瀨見間路段通車時開始，當時通車的路線命名為新庄線。1916年時路線延伸至羽前向町（今日的最上），直到1917年11月1日鳴子 - 羽前向町之間的路段通車，全線才完全串連。全線通車後新庄線併入陸羽線，並將路線名稱正式改為陸羽東線。

## 車站列表
- 定期列車全部都是普通列車（停靠所有車站）
- 臨時快速「Resort Minori（日语：みのり (鉄道車両)）」的停靠站參見列車條目
- 線路（全線單線） … ◇、∨、∧：可列車交會，｜：不可列車交會

| 中文站名   | 日文站名 | 英文站名 | 站間營業距離 | 累計營業距離 | 接續路線                                                              | 軌道 | 所在地 | 所在地        |
| ---------- | -------- | -------- | ------------ | ------------ | --------------------------------------------------------------------- | ---- | ------ | ------------- |
| 小牛田     |          |          | -            | 0.0          | 東日本旅客鐵道：■東北本線、■石卷線、■氣仙沼線                         | ∨    | 宮城縣 | 遠田郡 美里町 |
| 北浦       |          |          | 4.5          | 4.5          |                                                                       | ◇    | 宮城縣 | 遠田郡 美里町 |
| 陸前谷地   |          |          | 2.1          | 6.6          |                                                                       | ｜   | 宮城縣 | 遠田郡 美里町 |
| 古川       |          |          | 2.8          | 9.4          | 東日本旅客鐵道： 東北新幹線                                           | ◇    | 宮城縣 | 大崎市        |
| 塚目       |          |          | 2.7          | 12.1         |                                                                       | ｜   | 宮城縣 | 大崎市        |
| 西古川     |          |          | 3.8          | 15.9         |                                                                       | ◇    | 宮城縣 | 大崎市        |
| 東大崎     |          |          | 3.2          | 19.1         |                                                                       | ｜   | 宮城縣 | 大崎市        |
| 西大崎     |          |          | 2.8          | 21.9         |                                                                       | ｜   | 宮城縣 | 大崎市        |
| 岩出山     |          |          | 2.9          | 24.8         |                                                                       | ◇    | 宮城縣 | 大崎市        |
| 有備館     |          |          | 1.0          | 25.8         |                                                                       | ｜   | 宮城縣 | 大崎市        |
| 上野目     |          |          | 2.8          | 28.6         |                                                                       | ｜   | 宮城縣 | 大崎市        |
| 池月       |          |          | 3.8          | 32.4         |                                                                       | ◇    | 宮城縣 | 大崎市        |
| 川渡溫泉   |          |          | 6.4          | 38.8         |                                                                       | ◇    | 宮城縣 | 大崎市        |
| 鳴子御殿湯 |          |          | 3.9          | 42.7         |                                                                       | ｜   | 宮城縣 | 大崎市        |
| 鳴子溫泉   |          |          | 2.2          | 44.9         |                                                                       | ◇    | 宮城縣 | 大崎市        |
| 中山平溫泉 |          |          | 5.1          | 50.0         |                                                                       | ｜   | 宮城縣 | 大崎市        |
| 堺田       |          |          | 5.3          | 55.3         |                                                                       | ｜   | 山形縣 | 最上郡 最上町 |
| 赤倉溫泉   |          |          | 5.8          | 61.1         |                                                                       | ｜   | 山形縣 | 最上郡 最上町 |
| 立小路     |          |          | 1.7          | 62.8         |                                                                       | ｜   | 山形縣 | 最上郡 最上町 |
| 最上       |          |          | 2.8          | 65.6         |                                                                       | ◇    | 山形縣 | 最上郡 最上町 |
| 大堀       |          |          | 3.9          | 69.5         |                                                                       | ｜   | 山形縣 | 最上郡 最上町 |
| 鵜杉       |          |          | 2.0          | 71.5         |                                                                       | ｜   | 山形縣 | 最上郡 最上町 |
| 瀨見溫泉   |          |          | 3.5          | 75.0         |                                                                       | ｜   | 山形縣 | 最上郡 最上町 |
| 東長澤     |          |          | 6.0          | 81.0         |                                                                       | ｜   | 山形縣 | 最上郡 舟形町 |
| 長澤       |          |          | 1.8          | 82.8         |                                                                       | ｜   | 山形縣 | 最上郡 舟形町 |
| 南新庄     |          |          | 6.4          | 89.2         |                                                                       | ｜   | 山形縣 | 新庄市        |
| 新庄       |          |          | 4.9          | 94.1         | 東日本旅客鐵道： 山形新幹線、■奧羽本線（山形方向為山形線）、■陸羽西線 | ｜   | 山形縣 | 新庄市        |

1. ↑  氣仙沼線的正式起點都是石卷線前谷地站，一部分列車直通至小牛田站

### 過去的接續路線
- 西古川站：仙台鐵道（日语：仙台鉄道）

## 外部連結
- 陸羽東線（JR東日本） （页面存档备份，存于）（日語）